# 双栖跃蛛
双栖跃蛛（学名：Sitticus paraviduus）为跳蛛科跃蛛属的动物。在中国大陆，分布于内蒙古等地。该物种的模式产地在内蒙古。